# Riitta-Liisa Roponen
Pour les articles homonymes, voir Roponen.
Riitta-Liisa Roponen (surnommée Ritu), née Lassila le 6 mai 1978 à Haukipudas, est une fondeuse finlandaise.
Spécialiste des courses disatnce sur la technique en skating, elle remporte notamment un total de sept médailles aux Championnats du monde, dont trois en or dans des épreuves collectives, la médaille de bronze sur le relais aux Jeux olympiques d'hiver de 2010 et une victoire sur une course de distance dans la Coupe du monde en 2007.

## Carrière
Membre du club Joutsan Pommi, puis d'Oulu, elle fait ses débuts dans la Coupe du monde en 1998. 
Elle effectue sa première saison complète dans l'élite en 2002, y marquant ses premiers points et montant sur son premier podium au sprint par équipes de Nove Mesto, où elle est aussi septième au cinq kilomètres libre. Elle dispute juste après les Jeux olympiques de Salt Lake City, où elle est notamment du quinze kilomètres libre.
En 2005, après une année blanche en 2004, elle devient vice-championne du monde en sprint par équipes avec Pirjo Manninen. En fin de saison, elle remporte son premier relais en Coupe du monde à Falun. Aux Jeux olympiques d'hiver de 2006, à Turin, son meilleur résultat individuel est treizième de la poursuite.
Elle réalise son premier podium en épreuve individuelle en Coupe du monde le 16 décembre 2006 à La Clusaz en terminant seconde derrière sa compatriote Virpi Kuitunen. Elle obtient aussi une première place à Rybinsk sur le même format du quinze kilomètres libre (avec départ en masse) quelques semaines plus tard. Ceci lui vaut en partie son meilleur classement général avec la sixième position finale.
Elle remporte ensuite deux titres aux Championnats du monde 2007 à Sapporo, sur le sprint par équipes (avec Virpi Kuitinen) et en relais, et compte en plus une cinquième place sur la poursuite et une septième place sur le dix kilomètres libre. En 2009 à Liberec, elle est de nouveau championne du monde du relais et y est sixième du trente kilomètres libre.
Alors qu'elle vient de finir sixième du Tour de ski, aux Jeux olympiques d'hiver de 2010, elle obtient sa seule médaille en cinq participations aux Jeux avec celle de bronze au relais avec Pirjo Muranen, Virpi Kuitinen et Aino-Kaisa Saarinen et termine aussi sixième du dix kilomètres libre notamment.
Au milieu des années 2010, elle court régulièrement des courses de longue distance, remportant le classement général de la Coupe Marathon en 2014. Roponen reste présente quand même dans la Coupe du monde, finissant troisième du skiathlon de Rybinsk, cinq ans après son dernier podium individuel. Également lors des Championnats du monde 2015 à Falun, elle décroche deuxième médaille de bronze en relais aux Championnats du monde après 2011 (sur six podiums au total).
En 2018, elle dispute ses cinquièmes Jeux olympiques à Pyeongchang où elle vingtième du dix kilomètres libre et quatrième du relais.
En 2019, Roponen monte encore sur deux podiums dans des relais en Coupe du monde, alors âgée de 40 ans. 
Après un an d'absence des compétitions en 2020, elle marque de nouveau des points dans la Coupe du monde en 2021, gagne un titre de championne de Finlande et réalise l'exploit de remporter une médaille de bronze en relais aux Championnats du monde à Oberstdorf (avec Jasmi Joensuu, Johanna Matintalo et Krista Parmakoski), après avoir fini dixième du dix kilomètres libre.

## Palmarès

### Jeux olympiques
| Épreuve / Édition      | Sprint                           | Sprint                           | 10 km                            | 10 km                            | 15 km libre mass-start           | Poursuite / Skiathlon 2 × 7,5 km | 30 km | Relais                           | Relais                              |
| Épreuve / Édition      | libre                            | classique                        | libre                            | classique                        | 15 km libre mass-start           | Poursuite / Skiathlon 2 × 7,5 km | 30 km | Sprint                           | 4 × 5 km                            |
| JO 2002 Salt Lake City | 36e                              | 36e                              | Épreuve inexistante à cette date | —                                | 19e                              | —                                | —     | Épreuve inexistante à cette date | 7e                                  |
| JO 2006 Turin          | —                                | Épreuve inexistante à cette date | Épreuve inexistante à cette date | 35e                              | Épreuve inexistante à cette date | 13e                              | 23e   | —                                | 7e                                  |
| JO 2010 Vancouver      | Épreuve inexistante à cette date | —                                | 6e                               | Épreuve inexistante à cette date | Épreuve inexistante à cette date | 15e                              | —     | 8e                               | Médaille de bronze, Jeux olympiques |
| JO 2014 Sotchi         | —                                | Épreuve inexistante à cette date | Épreuve inexistante à cette date | —                                | Épreuve inexistante à cette date | —                                | 26e   | —                                | —                                   |
| JO 2018 Pyeongchang    | Épreuve inexistante à cette date | —                                | 20e                              | Épreuve inexistante à cette date | Épreuve inexistante à cette date | —                                |       |                                  | 4e                                  |

Légende :
- : troisième place, médaille de bronze
- : pas d'épreuve
- — : Non disputée par Roponen

### Championnats du monde
| Épreuve / Édition  | Épreuve / Édition  | Val di Fiemme 2003 | Oberstdorf 2005          | Sapporo 2007         | Liberec 2009         | Oslo 2011                 | Val di Fiemme 2013 | Falun 2015                | Seefeld 2019 | Oberstdorf 2021           |
| Sprint Libre       | Sprint Libre       |                    |                          |                      | 15e                  |                           |                    |                           |              |                           |
| Sprint par équipes | Sprint par équipes |                    | Médaille d'argent, monde | Médaille d'or, monde |                      |                           |                    |                           |              |                           |
| 10 km Libre        | 10 km Libre        |                    | 12e                      | 7e                   |                      |                           | 8e                 |                           |              | 10e                       |
| 10 km Classique    | 10 km Classique    |                    |                          |                      |                      | 18e                       |                    |                           |              |                           |
| Poursuite 2 × 5 km | Poursuite 2 × 5 km | 41e                |                          |                      |                      |                           |                    |                           |              |                           |
| 30 km              | 30 km              | 35e                |                          |                      | 6e                   | 15e                       |                    | 18e                       | 22e          |                           |
| Skiathlon 15 km    | Skiathlon 15 km    |                    | 8e                       | 5e                   | 23e                  | 14e                       | 16e                | 8e                        |              |                           |
| Relais 4 × 5 km    | Relais 4 × 5 km    |                    | 5e                       | Médaille d'or, monde | Médaille d'or, monde | Médaille de bronze, monde | 5e                 | Médaille de bronze, monde | 6e           | Médaille de bronze, monde |

Légende :
- : première place, médaille d'or
- : deuxième place, médaille d'argent
- : troisième place, médaille de bronze
- : pas d'épreuve
- — : Non disputée par Roponen

### Coupe du monde
- Meilleur classement général : 6e en 2007.
- 28 podiums :
  - 6 podiums en épreuve individuelle : 1 victoire, 2 deuxièmes places et 3 troisièmes places.
  - 22 podiums en épreuve par équipes : 3 victoires, 9 deuxièmes places et 10 troisièmes places.

#### Courses par étapes
- 2 podiums, dont 1 victoire d'étape.
- Finales : 1 victoire d'étape.
- Tour de ski : 1 podium d'étape.

#### Détail de la victoire individuelle
| Épreuve / Édition | 15 km                   | 15 km     |
| Épreuve / Édition | Libre (départ en masse) | Classique |
| 2006-07           | Rybinsk                 |           |

##### Victoires d'étapes
| Date         | Lieu  | pays  | Compétition | Discipline |
| ------------ | ----- | ----- | ----------- | ---------- |
| 21 mars 2009 | Falun | Suède | Finales     | 10 km PU   |

Légende :

TC = classique

TL = libre

MS = départ en masse

HS = départ avec handicap

PU = poursuite

#### Classements en Coupe du monde
| Année     | Classement général final | Classement distance | Classement sprint |
| 2001-2002 | 35e                      |                     |                   |
| 2002-2003 | 55e                      |                     |                   |
| 2004-2005 | 16e                      | 14e                 | 45e               |
| 2005-2006 | 37e                      | 28e                 | 45e               |
| 2006-2007 | 6e                       | 6e                  | 20e               |
| 2007-2008 | 13e                      | 11e                 | 20e               |
| 2008-2009 | 11e                      | 11e                 | 18e               |
| 2009-2010 | 7e                       | 5e                  | 40e               |
| 2010-2011 | 14e                      | 9e                  | 50e               |
| 2011-2012 | 15e                      | 12e                 | 55e               |
| 2012-2013 | 33e                      | 20e                 |                   |
| 2013-2014 | 21e                      | 10e                 |                   |
| 2014-2015 | 41e                      | 21e                 |                   |
| 2015-2016 | 31e                      | 25e                 |                   |
| 2016-2017 | 57e                      | 34e                 |                   |
| 2017-2018 | 61e                      | 41e                 |                   |
| 2018-2019 | 65e                      | 46e                 |                   |
| 2020-2021 | 77e                      | 50e                 |                   |

### Marathon de ski
- Elle remporte le classement général de la Coupe Marathon (Worldloppet Cup) en 2014.
- Dans cette coupe, elle gagne les courses :
  - La Sgambeda en 2012, 2013 et 2014.
  - Le Marathon de l'Engadine en 2013 et 2014.
  - La Dolomitenlauf en 2014.

Elle gagne aussi le Fossavatn Ski Marathon en 2015 et le Finlandia-hiihto en 2016 (en style classique et libre).

### Coupe de Scandinavie
- 2 victoires.